# Life in a Tin Can
A Life in a Tin Can című lemez a Bee Gees együttes tizenhetedik nagylemeze.
A lemez új kiadóval, RSO címke alatt került kiadásra mind Európában, mind Amerikában. A Los Angelesi stúdióban ennek a lemeznek a dalaival együtt rögzítették azokat a dalokat is, amelyek a ki nem adott A Kick in the Head Is Worth Eight in the Pants lemezre szánt az együttes. 
Ez a lemez az első, melynek az együttes volt az önálló producere.

## Az album dalai
1. Saw a New Morning (Barry, Robin és Maurice Gibb) – 4:13
2. I Don't Wanna Be The One (Barry Gibb) – 4:05
3. South Dakota Morning (Barry Gibb) – 2:25
4. Living in Chicago (Barry, Robin és Maurice Gibb) – 5:39
5. While I Play (Barry Gibb) – 4:28
6. My Life Has Been a Song (Barry, Robin és Maurice Gibb) – 4:21
7. Come Home Johnny Bridie (Barry Gibb) – 3:50
8. Method To My Madness (Barry, Robin és Maurice Gibb) – 3:10

## A számok rögzítési ideje
- 1972 szeptember: Saw a New Morning, I Don't Wanna Be The One, South Dakota Morning, Living in Chicago, While I Play, My Life Has Been a Song, Come Home Johnny Bridie, Method To My Madness

## Közreműködők
- Barry Gibb – ének, gitár
- Robin Gibb – ének
- Maurice Gibb – ének, basszusgitár, zongora, gitár, orgona
- Jim Keltner – dob
- Alan Kendall – gitár
- stúdiózenekar Johnny Pate vezényletével
- Sneeky Pete Kleinow – steel-gitár (track 3, 7)
- Tommy Morgan – harmonika (tracks 3, 6)
- Jerome Richardson – fuvola (track 4)
- Rick Grech – basszusgitár, hegedű (track 4)
- Jane Getz – zongora (track 7)
- hangmérnökök: Mike Stone, Chuck Leary.

## A nagylemez megjelenése országonként
- Argentína  Polydor 2394 102 1973
- Ausztrália  Spin EL 34844 1973
- Belgium  Polydor 2394 102 1973
- Brazília  Polydor 2394 102 1973
- Egyesült Államok  RSO SO-870 1973
- Egyesült Királyság  RSO 2394 102 1973
- Hollandia  Polydor 2394 102 1973
- Japán  Polydor MW2066 1973,  Polydor POCP 2233 1973,  RSO MWF1054 1978, CD: Polydor POCP2233 1992, Polydor/Universal UICY-3812 2004
- Németország  Polydor 2394 102 1973
- Uruguay  Polydor 2394 102 1973

## Az album dalaiból megjelent kislemezek, EP-k
- Saw a New Morning / My Life Has Been a Song Ausztrália  Spin EK-5086 1973, Belgium RSO 2090 105 1973, Egyesült Államok  RSO SO-401 1973, Hollandia  RSO 2090 105 1973, Japán  RSO DW-1072 1973, Kanada RSO SO-401 1973, Németország  RSO 2090 105 1973, Olaszország RSO 2090 105 1973, Portugália  RSO 2090 105 1973, Spanyolország  RSO 2090 105 1973, Új-Zéland  Spin EK-5086 1973

EP-k
- Method To My Madness / Come Home Johnny Bridie / Alive / South Dakota Morning Mexikó Polydor 2293 1973
- Saw a New Morning / South Dakota Morning / My Life Has Been a Song / Method to My Madness Brazília RSO 2252 104 1973
- Saw a New Morning / Alive / Plaese Don't Turn Out The Lights / Come Home Johnnie Bride / Alone Again / Sea Of Smiling Faces Japán Polydor KW-2009 1973

## Eladott példányok
A Life in a Tin Can lemezből  a Amerikában 80 000, a világ összes összes országában összesen 160 000 példány kelt el.

## Number One helyezés a világban
A lemez dalaiból nem született Number One helyezés